# Carolyn Bush
Carolyn Bush, coniugata Roddy (21 luglio 1952), è un'ex cestista statunitense.

## Carriera
Con gli Stati Uniti disputò i Campionati mondiali del 1975 e vinse la medaglia d'oro ai Giochi panamericani di Città del Messico 1975.